# Itziar Ituño
Itziar Ituño (ur. 18 czerwca 1974 w Basauri) – hiszpańska aktorka pochodzenia baskijskiego.

## Filmografia[3]
- El final de la noche (2003) jako Raquel
- Agujeros en el cielo (2004) jako Elena
- Izarren argia (2010) jako Sor Angustias
- Dragoi ehiztaria (2012) jako Maddalen
- Goenkale (serial, 2012–2014) jako Nekane
- Kwiaty (Loreak, 2014) jako Lourdes
- Lasa y Zabala (2014) jako Amaia
- Jesień bez Berlina (Un otoño sin Berlín, 2015) jako Sofía
- Igelak (2016) jako Carmen
- Cuéntame (serial, 2017) jako Koro
- Aż do śmierci (Morir, 2017) jako Enfermera Reanimación
- Dom z papieru (La casa de papel, 2017–2021) jako Raquel Murillo / Lisbona
- Prywatność (2022) jako Malen[4]
- Irati (2022) jako Mari[5]